# Оранжевокоремна листарка
Оранжевокоремна листарка (Chloropsis hardwickii) е вид птица от семейство Chloropseidae.

## Разпространение
Видът е разпространен в Бангладеш, Бутан, Китай, Хонконг, Индия, Лаос, Макао, Малайзия, Мианмар, Непал, Тайланд и Виетнам.